# Phare de Cayo Blanco de Casilda
Le phare de Cayo Blanco de Casilda (en espagnol : Faro de Cayo Blanco de Casilda) est un phare actif situé sur Cayo Blanco de Casilda (ceb), sur le littoral sud de la province de Sancti Spíritus, à Cuba.

## Histoire
Cayo Blanco de Casilda est une petite caye située à l'extrémité est d'une petite baie de l'entrée de Casilda, le quartier du port de la ville de Trinidad.

## Description
Ce phare est une tour métallique à claire-voie, avec une galerie et une lanterne de 12 m de haut. Il émet, à une hauteur focale de 14 m, un éclat blanc par période de 7 secondes. Sa portée est de 10 milles nautiques (environ 19 km).
Identifiant : Amirauté : J5090 - NGA : 110-13380.

### Lien connexe
- Liste des phares de Cuba